# Kossi Agassa
Kossi Agassa (Lomé, 2 de julho de 1978) é um ex-futebolista togolês que atuava como goleiro.
Pela Seleção Togolesa, disputou a Copa do Mundo de 2006.

## Carreira

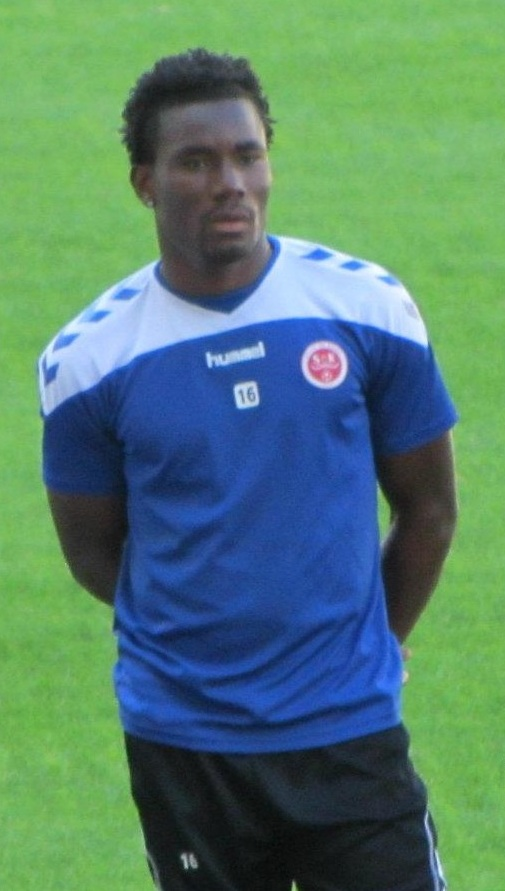
Kossi Agassa pelo Stade de Reims, clube que defendeu por 8 temporadas.

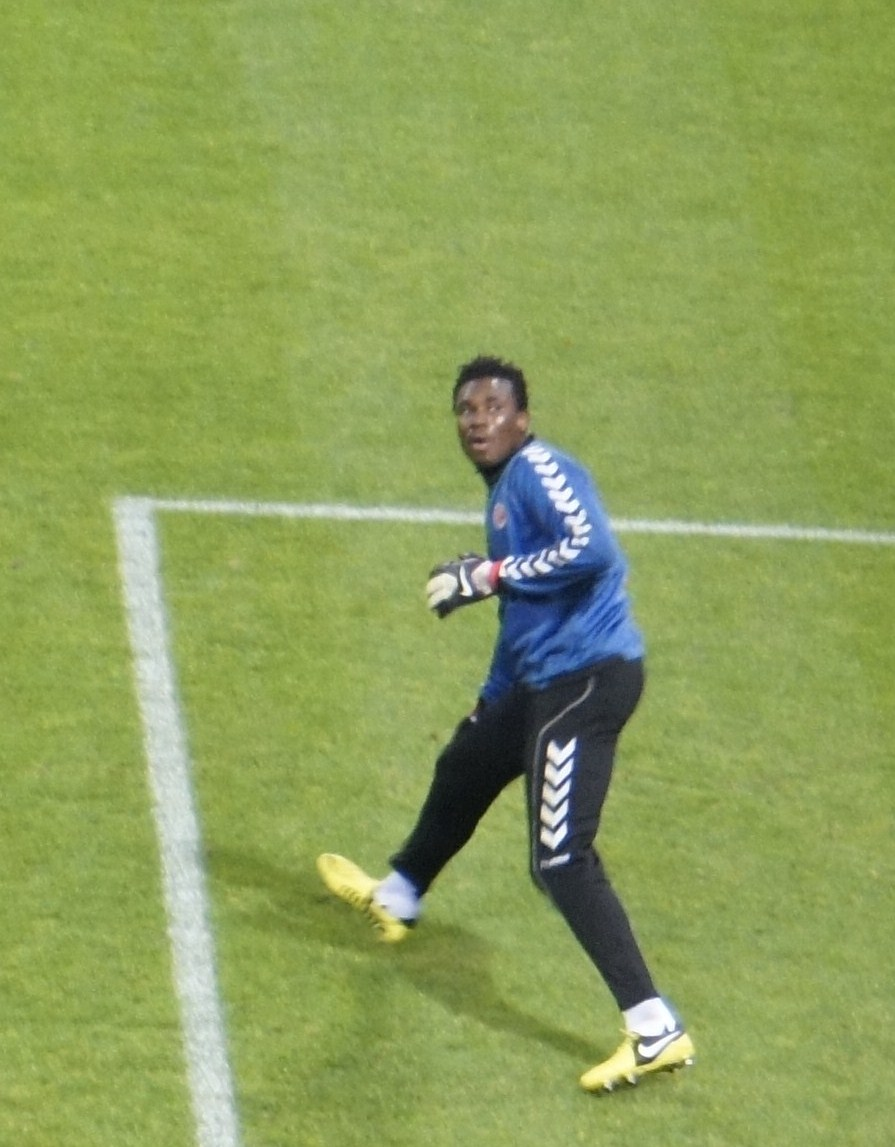
Agassa durante aquecimento.

Revelado pelo Étoile Filante, em 1997, tem sua carreira vinculada ao futebol francês, tendo uma longa passagem no Metz (2002 até 2006) e uma curta passagem no Istres por empréstimo, na temporada 2009-10, quando já estava vinculado ao Stade de Reims desde o início de 2008, quando chegou ao clube para disputar a Ligue 2 (segunda divisão francesa). Atuou também por Africa Sports (Costa do Marfim) e Hércules (Espanha). Suas defesas renderam a ele o apelido Mãos Mágicas.

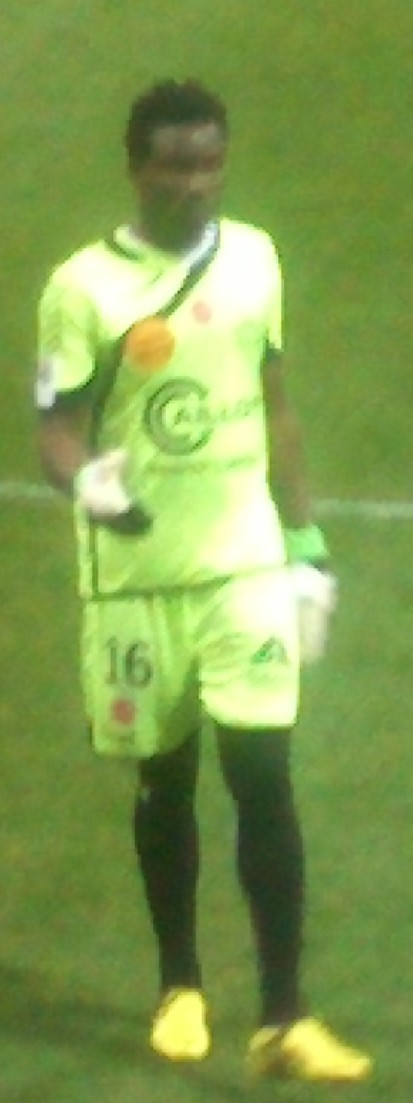
Kossi Agassa atuando pelo Stade de Reims.

Entre 2008 e 2016, defendeu o Stade de Reims em 167 jogos - na temporada 2009–10, foi emprestado ao Istres, onde jogou 19 vezes. Seu último clube foi o Granville, que disputa a Championnat National 2 (quarta divisão francesa), onde se aposentou em 2017, aos 38 anos.

## Seleção Nacional

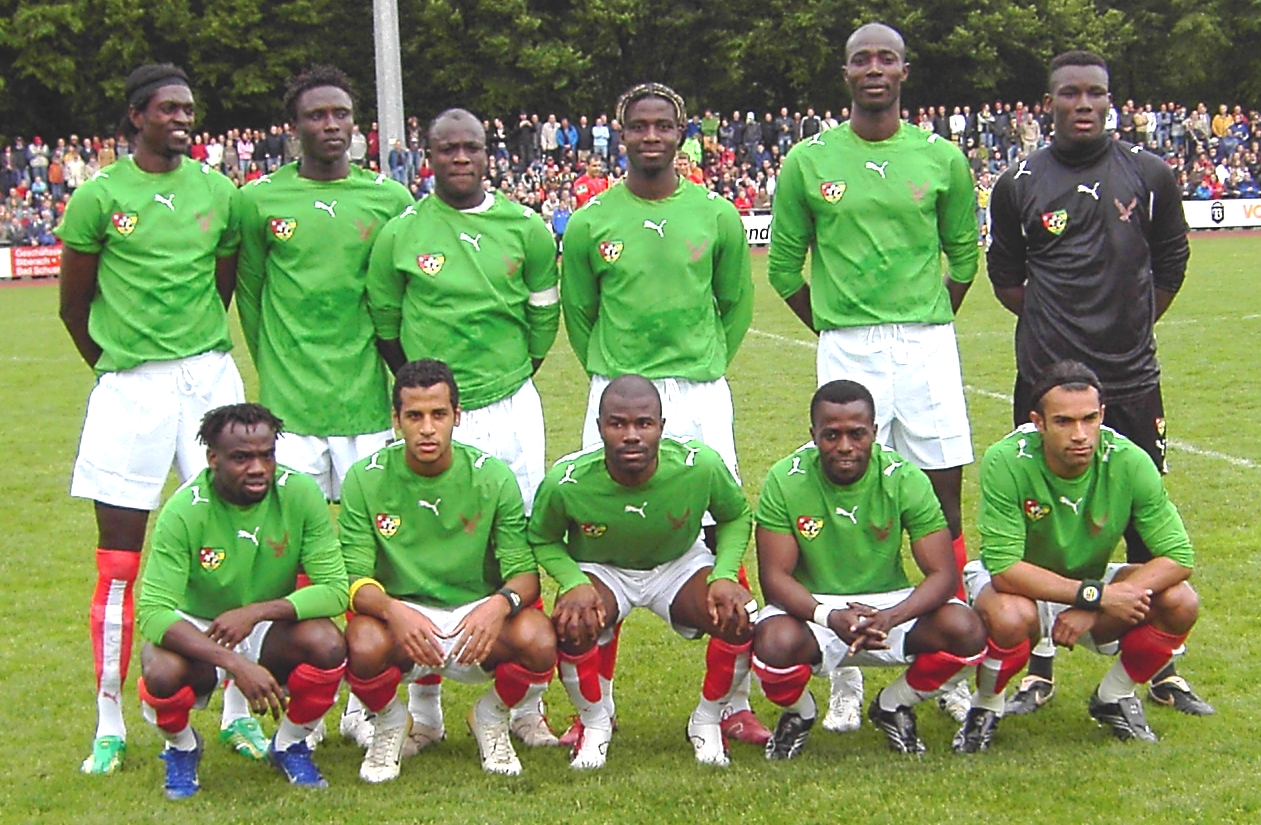
Kossi Agassa pela Seleção Togolesa.

Agassa foi uma referência no gol togolês, atuando em 68 partidas entre 1998 e 2017. Além da Copa de 2006, defendeu a Seleção Togolesa em seis edições da Copa das Nações Africanas (2000, 2002, 2006, 2010 - Togo desistiu de participar logo após o atentado que matou 3 integrantes da comissão técnica -, 2013 e 2017, onde também foi o preparador de goleiros).